# فرودگاه بین‌المللی نجف
فرودگاه بین‌المللی نجف (به عربی: مطار النجف الدولي)، یک فرودگاه با کد یاتا NJF است که یک باند فرود آسفالت دارد و طول باند آن ۳۰۰۰ متر است. این فرودگاه در شهر نجف کشور عراق قرار دارد.

## شرکت‌های هواپیمایی و مقصدهای پروازی
| شرکت‌های هواپیمایی       | مقصدهای پروازی |
| ----------------------- | --- |
| ایر عربیا               | شارجه |
| Air Mediterranean       | فصلی: آتن |
| اطلس گلوبال             | آتاترک |
| هواپیمایی کاسپین        | فصلی: اصفهان، مشهد، تبریز |
| شام وینگز ایرلاینز      | دمشق |
| فلای داماس              | دمشق |
| فلای‌دبی                 | دوبی |
| گلف ایر                 | بحرین |
| ایران ایر               | شهید بهشتی اصفهان، شهید هاشمی‌نژاد مشهد، شهید مدنی تبریز، دشت ناز ساری، شهید دستغیب شیراز، شهید صدوقی یزد                              |
| هواپیمایی آسمان         | شهید هاشمی‌نژاد مشهد |
| هواپیمایی عراق          | بغداد، بحرین، حیدر علی‌اف، رفیق حریری بیروت، دوبی، دوسلدورف، آتاترک، شهید هاشمی‌نژاد مشهد، کویت، چاتراپاتی شیواجی، سلیمانیه، امام خمینی |
| جزیره ایرویز            | کویت |
| کیش ایر                 | فصلی: اصفهان، جزیره کیش |
| کویت ایرویز             | کویت |
| هواپیمایی ماهان         | شهید بهشتی اصفهان، شهید هاشمی‌نژاد مشهد، شهید دستغیب شیراز، امام خمینی                                                                 |
| هواپیمایی معراج         | مشهد، تهران-امام خمینی فصلی: تبریز |
| هواپیمایی خاورمیانه     | رفیق حریری بیروت |
| عمان ایر                | مسقط |
| هواپیمایی قطر           | حمد |
| هواپیمایی قشم           | شهید بهشتی اصفهان، شهید هاشمی‌نژاد مشهد، شهید دستغیب شیراز، امام خمینی                                                                 |
| الملکیه الاردنیه        | ملکه علیا |
| هواپیمایی سوریه         | دمشق |
| هواپیمایی تابان         | اصفهان، تهران-امام خمینی فصلی: اردبیل، خرم‌آباد                                                                                        |
| ترکیش ایرلاینز          | آتاترک |
| شرکت هواپیمایی ملی کویت | کویت (آغاز از ۲۳ اوت ۲۰۱۷) |
| هواپیمایی زاگرس         | فصلی: اراک، اردبیل، اصفهان |
| ایران ایر               | فصلی: بجنورد، شاهرود، شیراز، همدان |
| هواپیمایی آتا           | فصلی: تبریز، تهران-مهرآباد |
| هواپیمایی یزد           | یزد |